# Réclainville
Réclainville ist eine französische Gemeinde mit 203 Einwohnern (Stand: 1. Januar 2022) im Département Eure-et-Loir in der Region Centre-Val de Loire. Sie gehört zum Arrondissement Chartres und ist Mitglied im Gemeindeverband Communauté de communes Cœur de Beauce. Die Einwohner werden Réclainvillois und Réclainvilloises genannt.

## Geographie
Réclainville liegt etwa 22 Kilometer südöstlich von Chartres. Umgeben wird Réclainville von den Nachbargemeinden Ouarville im Norden und Nordosten, Louville-la-Chenard im Osten und Südosten, Moutiers im Süden und Südosten sowie Boisville-la-Saint-Père im Westen und Südwesten.

## Bevölkerungsentwicklung
| Jahr                       | 1962 | 1968 | 1975 | 1982 | 1990 | 1999 | 2006 | 2018 |
| Einwohner                  | 160  | 132  | 115  | 104  | 140  | 143  | 140  | 192  |
| Quellen: Cassini und INSEE |      |      |      |      |      |      |      |      |

## Sehenswürdigkeiten
- Kirche Saint-Pierre